# Фонсека, Данни
Да́нни Альбе́рто Фонсе́ка Бра́во (исп. Danny Alberto Fonseca Bravo; род. 7 ноября 1979, Картаго, Коста-Рика) — коста-риканский футболист, полузащитник. Выступал за сборную Коста-Рики.

## Клубная карьера
Данни начал свою карьеру в клубе «Картахинес», за который выступал до 2006 года, проведя 276 матчей.
Летом 2006 года перешёл в «Брухас», с которым выиграл Зимний чемпионата (Инвьерно) сезона 2009/10. В 2010 году возвратился в «Картахинес».

## Карьера в сборной
В 1999 году Данни в составе молодёжной сборной Коста-Рики принимал участие в молодёжном чемпионате мира в Нигерии. На турнире Фонсека провёл 3 матча, дойдя до 1/16 финала чемпионата, в которой костариканцы уступили сборной Ганы.
20 февраля 2003 года дебютировал в составе национальной сборной в матче со сборной Гондураса.
В 2004 году Данни был включён в заявку сборной на Кубок Америки 2004. На турнире не провёл ни одной игры.
В феврале 2005 года выступал за сборную на Центральноамериканском кубке, в матче первого тура с Сальвадором был удалён с поля, провёл полностью полуфинальный матч с Гватемалой, а в финальной встрече с Гондурасом реализовал послематчевый пенальти. Сборная Коста-Рики стала победителем турнира.
В том же году принимал участие в Золотом кубке КОНКАКАФ. 7 июля вышел в стартовом составе в игре первого тура против сборной Канады. 12 июля провёл весь матч со сборной США. Фонсека принял участие в четвертьфинальной встрече против Гондураса, был заменён на 73 минуте матча.
В 2006 году Фонсека в составе сборной отправился на чемпионат мира в Германии. В матче открытия турнира со сборной хозяев мундиаля Данни на 30-й минуте получил предупреждение, ставшее первым на чемпионате. В следующем матче, со сборной Эквадора Данни был заменён уже на 29 минуте матча, его команда потерпела поражение со счётом 0:3 и утратила все шансы на выход из группы. В третьем туре Фонсека на поле не появлялся.
С 2008 года Данни к играм сборной не привлекается.

## Достижения
«Брухас»:
- Победитель Зимнего чемпионата (Инвьерно) (1): 2009/10

Коста-Рика:
- Победитель Центральноамериканского кубка (1): 2005